# Bièvres, Essonne
Bièvres är en kommun i departementet Essonne i regionen Île-de-France i norra Frankrike. Kommunen ligger i kantonen Bièvres som tillhör arrondissementet Palaiseau. År 2022 hade Bièvres 4 700 invånare.

## Befolkningsutveckling
Antalet invånare i kommunen Bièvres
| Referens: INSEE |